# Carex brevicuspis
Espèce
Classification phylogénétique
Carex brevicuspis est une espèce de plantes du genre Carex et de la famille des Cyperaceae.